# Международен стандартен номер на книга
Международният стандартен номер на книга (на английски: International Standard Book Number, съкратено ISBN) е уникален идентификатор на книги с цел търговско използване. Той представлява поредица от цифри и обикновено е отпечатан на задната корица на книгата като баркод, който може да се прочете с помощта на баркод четец.

## История
Системата на ISBN е вид код, създаден във Великобритания през 1966 г. за нуждите на книжарниците W H Smith и първоначално се е наричала Стандартна номерация на книги (на английски: Standard Book Numbering, SBN), като това име е използвано до 1974 г. Приет е като международен стандарт ISO 2108 през 1970 г.
Подобен идентификатор е Международният стандартен номер на периодика (на английски: International Standard Serial Number, ISSN), който се използва за периодични издания, например списания.
От 1 януари 2007 г. ISBN съдържа 13 цифри.  За стандарта отговаря подкомисия TC 46/SC 9.

## Структура
Всеки международен стандартен номер на книга се състои от 4 или 5 части:
- GS1 префикс: 978 или 979
- идентификатор на групата
- код на издателя
- заглавие на книгата
- контролна сума

## В България
В България ISBN се въвежда с постановление на Министерски съвет от 6 март 1991 г. и се издава от Националната ISBN агенция, която има сключен договор с Международната агенция за ISBN. Седалището на Националната агенция се намира в Народна библиотека „Св. св. Кирил и Методий“ – София. Приет е и национален стандарт БДС 2108:2009 „Международна стандартна номерация на книги“. Първоначално трябва да се регистрира издателството, което получава издателски идентификатор (код). След това номерът за всяка книга се получава отделно, възможно е и по електронен път. Различен номер се предоставя за всяка езикова версия, промяна на носителя или заглавието, за печатна или електронна версия. Издателят има задължение да депозира определен брой екземпляри от книгата, а агенцията поддържа Национален регистър на издаваните книги в България 